# 馬鳴世
馬鳴世（?—1643年），字聲希，號岫旭，陕西西安府武功县人。明朝官員。

## 生平
萬曆四十四年（1616年）進士，擔任洪洞知縣，撰有《聖臣志》。因為官清廉，徵拜浙江道御史。天啟年間巡按山東，再視京營，因忤魏忠贤，削職歸里。崇禎元年（1628年）復官，七月巡视京營，尋升順天府丞，遷通政使，五年壬申（1632年），升操江副都御史，八年乙亥（1635年），官至右都御史。不久歸里，崇祯十六年(1643)十月，李自成西入潼关，时鸣世居家，因不肯归顺而死。
。